# Blumental (Solingen)
Blumental ist eine Ortslage in der bergischen Großstadt Solingen.

## Geographie
Blumental befindet sich an der Itter im Stadtteil Gräfrath zwischen Eipaß und der Bandesmühle auf etwa 200 Metern über NHN. Nördlich liegt Grund, südlich Neu-Eipaß und Mühlenbusch. Die zu der Ortslage gehörenden Gebäude sind über eine kleine Stichstraße von der Oberhaaner Straße zu erreichen. Nördlich führt die ehemalige Bahntrasse der sogenannten Korkenzieherbahn an dem Wohnplatz vorbei, die heute als Wanderweg genutzte Korkenziehertrasse.

## Geschichte
Die Ortslage Blumental entstand vermutlich in der zweiten Hälfte des 19. Jahrhunderts. Die Topographische Aufnahme der Rheinlande von 1824, die Preußische Uraufnahme von 1843 sowie die Topographische Karte des Regierungsbezirks Düsseldorf von 1871 verzeichnen den Ort nicht. Dagegen ist er auf topografischen Karten ab dem Jahre 1936 als Blumental verzeichnet.

Im Gemeindelexikon für die Provinz Rheinland werden 1885 ein Wohnhaus mit vier Einwohnern angegeben. 1895 besitzt der Ortsteil ein Wohnhaus mit zwölf Einwohnern, 1905 werden ein Wohnhaus und sechs Einwohner angegeben. Mit der Städtevereinigung zu Groß-Solingen im Jahre 1929 wurde Blumental ein Ortsteil Solingens.  

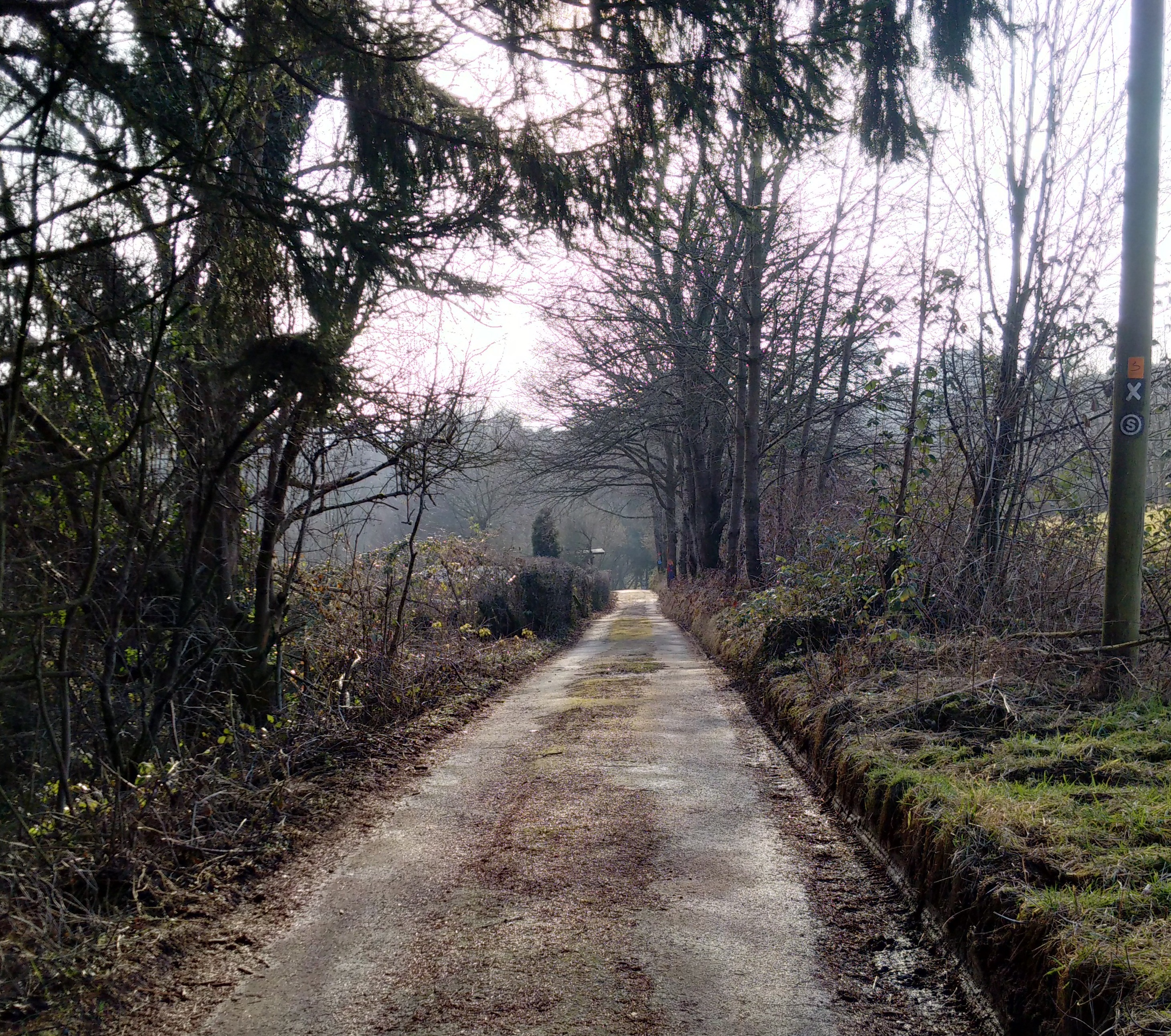
Zugang zum Blumental
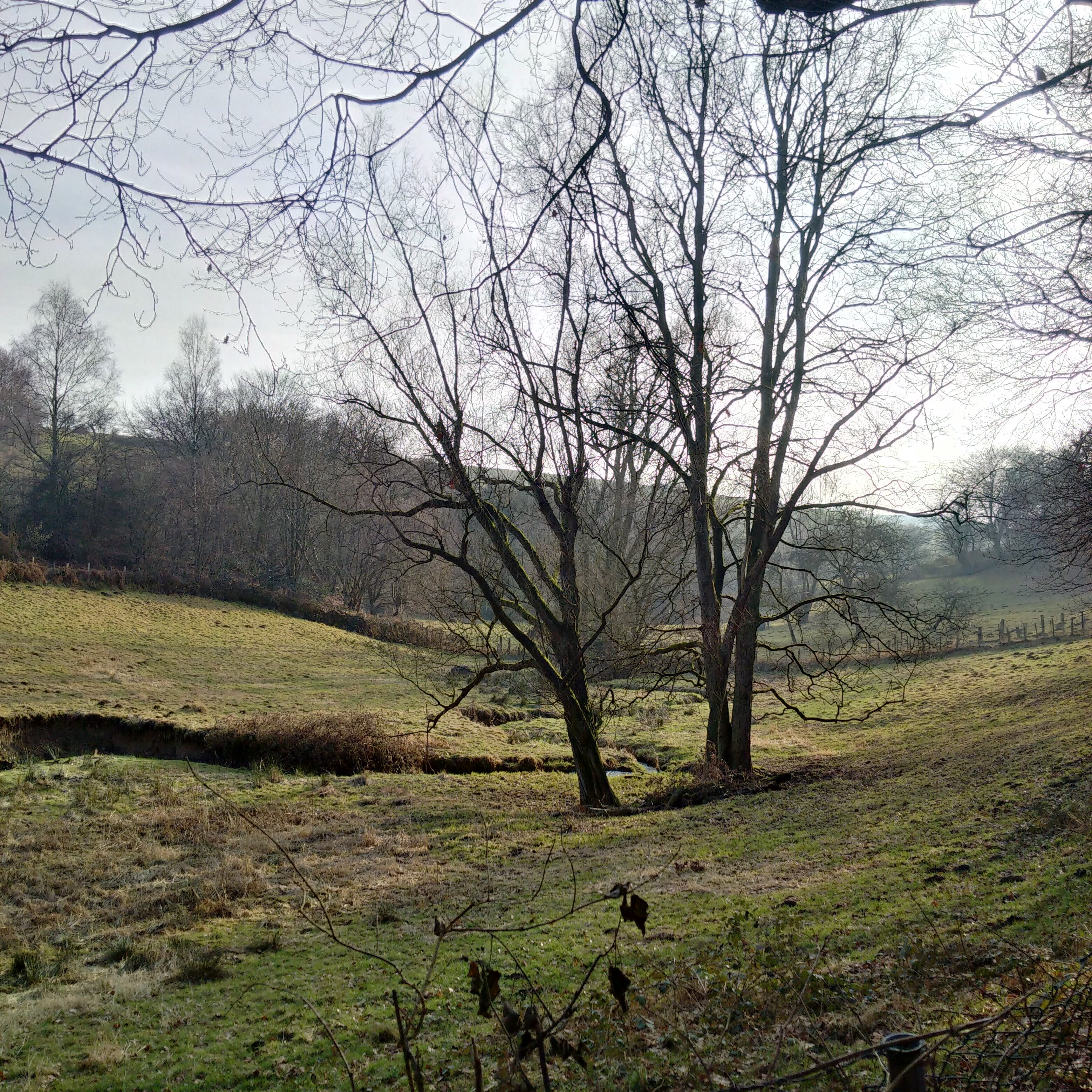
Landschaft im Blumental

## Wanderwege
Durch den Ort führt der Klingenpfad, der dem Lauf der Itter von Schloss Caspersbroich aufwärts folgt und am Marktplatz in Solingen-Gräfrath endet. Auch der Bergische Weg verläuft durch Blumental.